# Slag bij de Duklapas
De Slag bij de Duklapas (Russisch: Восточно-Карпатская операция) was een veldslag tijdens de Tweede Wereldoorlog die in de herfst van 8 september tot 28 oktober 1944 plaatsvond in de Karpaten. De slag maakte deel uit van opmars van het Rode Leger aan het oostfront.

## Offensief
In september 1944 begon het offensief van het 38ste Sovjetleger tezamen met het Tsjechoslowaakse Eerste Legerkorps ter bevrijding van het door de Duitsers bezette Slowakije. Op 8 september zetten de legers even ten zuiden van Polen een aanval in met de bedoeling door de Dukla bergpas te breken (aan de Poolse-Slowaakse grens nabij Svidník) om samen met het verzet de strijd aan te gaan in Slowakije. Deze bijzonder lange en bloedige "Karpatische Berg operatie" was een deel van het Eerste Oekraïense Front onder bevel van Sovjet generaal Ivan Konev. De Duitsers brachten hun 97ste, 100ste en 101ste Jäger, 254ste Infanteriedivisie in stelling ter verdediging van het gebied in Slowakije. Het slagveld werd zeer goed verdedigd met artillerie en gemechaniseerde eenheden. Het hele gebied strekte zich over bijna 20 kilometer uit.

## Plan
Het originele Sovjet operatieplan voorzag niet in het binnenvallen van Slowakije via de Duklapas. De Sovjettroepen bewogen zich oorspronkelijk van oost naar west over een breed front, van Oekraïne tot in Polen dwars door Hongarije en Slowakije. Van de troepen in Polen werd verwacht dat ze hun aanval in westelijke richting zouden voortzetten. De Dukla operatie was snel bedacht om de partizanen in Slowakije te ontzetten.

## Verloop van de strijd
De Sovjet en Tsjechoslowaakse troepen dachten de bergpas even snel te nemen. Echter de hulp die zij verwachtten van de rebellerende troepen van het Oost-Slowaakse Legerkorps kwam niet op gang. De partizanenopstand werd snel onderdrukt door Duitse troepen waarna dit Oost-Slowaakse leger werd ontbonden. Het gevolg was dat de veldslag 50 dagen lang duurde. De bergpas werd ingenomen op 6 oktober, maar gedurende een maand erna vonden er nog ernstige schermutselingen plaats. De Duitse 254ste Infanteriedivisie trok zich terug via Prešov, Levoča en Poprad.
Ruim 46.000 Sovjet, Tsjechoslowaakse en Duitse soldaten sneuvelden; meer dan 93.000 Sovjet en Tsjechoslowaakse soldaten raakten gewond. Een groot militair ereveld met de stoffelijke resten van ruim 9000 Sovjet soldaten bevindt zich in Svidník. Terwijl de Duitsers zich terugtrokken maakten ze Svidník met de grond gelijk.

## Gedenktoren
In 1949 richtte de Tsjechoslowaakse regering een grootse gedenktoren op net ten zuidoosten van de grensovergang bij Dukla in Vyšný Komárnik, het eerste ingenomen grondgebied na de doorbraak langs de bergpas. Daar zijn de graven van vele honderden Tsjechoslowaakse officieren en andere aangewezen helden. Verderop langs de weg, in Hunkovce, bevindt zich een kleinere Duitse begraafplaats met de graven van 2648 Duitse soldaten.

## Duklamonument in Praag
In Praag is er heden ten dage nog het Duklamonument op het Raadhuis Oude Stad: achter een koperen plaat met het jaartal 1944 staat een pot met aarde van het slagveld bij Dukla.